# Paul Brannigan
Pour les articles homonymes, voir Brannigan (homonymie).
Paul Brannigan est un acteur britannique, né à Glasgow en Écosse, le 14 septembre 1986. 
Il est connu grâce à son premier rôle au cinéma, celui du héros Robbie dans le film de Ken Loach, La Part des anges (Angel's Share) sorti en 2012. Il obtint pour cette performance la distinction du meilleur rôle lors des BAFTA Scotland Awards de 2012. De son propre aveu, Brannigan vient d'un milieu socio-culturel identique à celui de Robbie : pauvre, chômeur et chargé de famille (un fils), il a même effectué un court séjour en prison. Selon lui, le cinéma a « sauvé sa vie ». 
En 2014, il apparaît aux côtés de Scarlett Johansson dans le film de Jonathan Glazer, Under the skin.

## Filmographie
- 2012 : La Part des anges
- 2013 : Sunshine on Leith
- 2014 : Under the Skin